# 외파 어음
외파 어음(독일어: Öffa-Wechsel 외파벡셀[*])은 1932년 제2차 브뤼닝 내각에서 일자리 창출 목적으로 국가은행 총재 한스 루터와 상의해 발행한 약속어음이다. 일자리 창출을 위한 공공건물사업구상에 필요한 자금을 조달하기 위해 발행했다.
"외파"란 독일공공노동주식회사(독일어: Deutsche Gesellschaft für öffentliche Arbeiten Aktiengesellschaft)의 명의로 발행되었음을 의미하는 것으로, "공노" 같은 약자다. 이 회사는 1930년 8월 1일 설립되었는데, 실체가 없는 유령회사였다. 유령회사를 세워 그 명의로 어음을 발행하고 그 어음을 중앙은행인 국가은행에서 어음할인을 해 주는 꼼수를 부린 것이다. 외파 어음의 발행량은 12억 6000만 국가마르크였다.
외파 어음의 수법은 나치 독일 집권 이후 재군비 재원을 조달하기 위해 발행한 메포 어음에서 그대로 재탕되었다.

## 같이 보기
- 메포 어음